# 加茂町山下
加茂町山下（かもちょうさんげ）は岡山県津山市にある地名。郵便番号は709-3913。

## 地理
ほぼ岡山県道6号津山智頭八頭線に沿う形で加茂川が地域内を流れる。北は旧・阿波村（現・津山市阿波）に接する。

### 河川
- 加茂川

## 歴史

### 沿革
- 1889年6月1日 - 町村制施行に伴い、東北条郡山下村が青柳村、河井村、知和村、物見村と合併し、上加茂村となる。山下村は大字山下となる。
- 1900年4月1日 - 東北条郡が東南条郡、西西条郡、西北条郡と合併し、苫田郡となる。
- 1924年7月1日 - 苫田郡加茂村が町制、加茂町となる。
- 1942年5月27日 - 加茂町が西加茂村、東加茂村と合併し、新たに加茂町となる。
- 1951年1月1日 - 加茂町から旧・加茂町が分離、新加茂町となる。旧・西加茂村、旧・東加茂村の範囲が加茂町として残る。
- 1954年4月1日 - 上加茂村が苫田郡加茂町、新加茂町と合併、新たに加茂町となる。
- 2005年2月28日 - 加茂町が苫田郡阿波村、勝田郡勝北町、久米郡久米町とともに津山市に編入され、加茂町域の大字にはそれぞれ前に加茂町が付き、大字の文字表記を削除、大字山下は加茂町山下となった。

## 世帯数と人口
2021年（令和3年）1月1日現在の世帯数と人口は以下の通りである。
| 町丁       | 世帯数 | 人口 |
| ---------- | ------ | ---- |
| 加茂町山下 | 18世帯 | 38人 |

## 小・中学校の学区
市立小・中学校に通う場合、学区は以下の通りとなる。
| 番地 | 小学校             | 中学校             |
| ---- | ------------------ | ------------------ |
| 全域 | 津山市立加茂小学校 | 津山市立加茂中学校 |

## 交通

### 鉄道
- JR因美線美作河井駅
  - 松ボウキ橋梁

### 道路
- 岡山県道6号津山智頭八東線
- 岡山県道208号美作河井停車場線

## 施設
- JR因美線美作河井駅（東隣の加茂町河井でなく当地域に存在）
- 美作河井転車台跡
- 矢筈城主草刈景継墓所
- 矢筈城跡